# Gutierre de Vargas y Carvajal
Gutierre de Vargas y Carvajal (Madrid, 1506 – Jaraicejo, 27 aprile 1559) è stato un vescovo cattolico, mecenate e architetto spagnolo, ricordato per la «Capilla del Obispo de Plasencia» (Cappella del Vescovo di Plasencia) di Madrid.

## Biografia

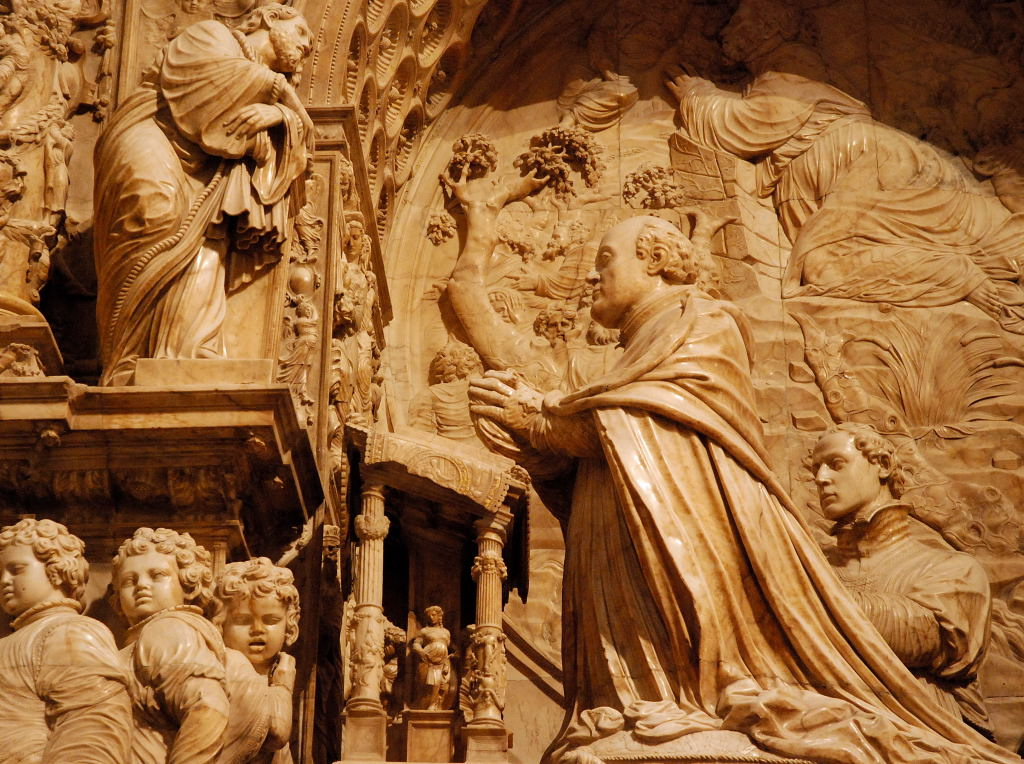
Madrid, Capilla del Obispo, Monumento funebre a Gutierre de Vargas

Figlio secondogenito di don Francisco de Vargas, un potente aristocratico nella corte di Filippo II, e destinato alla carriera ecclesiastica fin dalla nascita, grazie all'influenza del padre fu nominato vescovo di Plasencia all'età di soli 18 anni. Fu un tipico uomo del rinascimento, attratto più dalla vita mondana e da quella militare che non dalla vita religiosa. Ebbe grandi interessi artistici e intellettuali; finanziò artisti e organizzò una spedizione nel Nuovo Mondo. È ricordato per aver portato a compimento la Capilla de santa María y san Juan Letrán (Cappella di S. Maria e S. Giovanni in Laterano) di Madrid, la cui costruzione era stata progettata nel 1504 da suo padre, Francisco de Vargas, orgoglioso del fatto che nella sua famiglia nel XII secolo aveva lavorato Sant'Isidoro l'Agricoltore patrono di Madrid. Gutierre pose le fondamenta e abbellì l'interno con pregevoli opere d'arte, tanto che la Capilla è chiamata popolarmente in suo onore «Capilla del Obispo» (Cappella del Vescovo).
Inviato da Carlo V al Concilio di Trento nel 1551, i frequenti contatti con i Gesuiti e la lettura degli Esercizi spirituali di Ignazio di Loyola gli fecero cambiare completamente la sua condotta di vita. Ammalato di gotta morì a Jaraicejo, ma il suo corpo venne trasferito a Madrid per essere sepolto nella cappella che porta il suo nome.

## Fonti
- (EN) David Cheney, Gutierre de Vargas y Carvajal, su Catholic-Hierarchy.org.
- Archivo Histórico Catedralicio Placentino, legajo 100, extensión 10